# Collinsia despaxi
Collinsia despaxi là một loài nhện trong họ Linyphiidae.
Loài này thuộc chi Collinsia. Collinsia despaxi được J. Denis miêu tả năm 1950.